# Eisenbahnunfall von Benaleka
Bei dem Eisenbahnunfall von Benaleka am 1. August 2007 entliefen bei Benaleka in der Demokratischen Republik Kongo nach einem Bremsversagen die Wagen eines Güterzuges, auf dem zahlreich blinde Passagiere mitfuhren. Mehr als 100 Tote und 220 Verletzte, 128 davon schwer, waren die Folge.

## Unfallhergang
Der Zug war auf der Bahnstrecke Lubumbashi–Ilebo der Société Nationale des Chemins de fer du Congo von Ilebo nach Kananga unterwegs, als in einer abgelegenen Gegend bei Benaleka, etwa 220 km nordwestlich von Kananga in der Provinz West-Kasai, gegen 23 Uhr die Bremsen versagten und der Zug ungebremst durch ein Gefälle fuhr. Dabei entgleisten alle acht (nach anderer Quelle: 10) Güterwagen des Zuges, sieben stürzten um und begruben Reisende unter sich.
Die Verletzten mussten 12 km zum nächsten Krankenhaus laufen oder wurden dorthin mit Fahrrädern transportiert oder von anderen getragen. Später kam auch medizinisches Personal der Mission de l’Organisation des Nations Unies en République Démocratique du Congo (MONUC) zum Einsatz. Die Lokomotive blieb im Gleis, so dass der Lokomotivführer in der Lage war, weiter zu fahren und Hilfe zu holen. Nach anderer Quelle floh er, um der Rache der Betroffenen zu entgehen.